# Nicolás Carroz de Arbórea
Nicolás Carroz de Arbórea (1426-1479) fue un noble valenciano que ejerció el cargo de virrey de Cerdeña durante las décadas del 1460 y 1470.

## Orígenes familiares
Era hijo de Francés Carroz de Arbórea, nieto a través del menor de los hijos de Juan Carroz y de Ruiffes y de su esposa Benedicta de Arborea y de Moncada, nieta de Mariano IV de Arbórea, y de su mujer Betriu de Mur, a quien no hay que confundir con su futura esposa aunque probablemente estuvieran emparentados.

## Biografía
Aunque no se sabe exactamente cuando y donde nació, si que se sabe que quedó huérfano muy pronto, siendo puesto bajo la tutela de Ludovico de Aragall y del comerciante Simone Roig.
Fue nombrado virrey de Cerdeña el 3 de julio de 1460 por el rey Juan II de Aragón, en el 1461 actuó como procurador del entonces príncipe Fernando para jurar las costumbres de Cerdeña, al igual que durante la guerra civil catalana se posicionó a favor de Juan II, razón por la cual todos sus bienes en la ciudad condal fueron puestos bajo secuestro por el consell de la ciudad, posteriormente participó en el cerco a Mahón, donde cercó la ciudad por tierra mientras que Francés Burgués y Galiana, procurador general de Mallorca y capitán de la armada de los mallorquines, los bloqueaba desde el puerto con sus barcos.
También se sabe que entre los años 1463 y 1465 fue mayordomo de la casa de la reina Juana Enríquez.

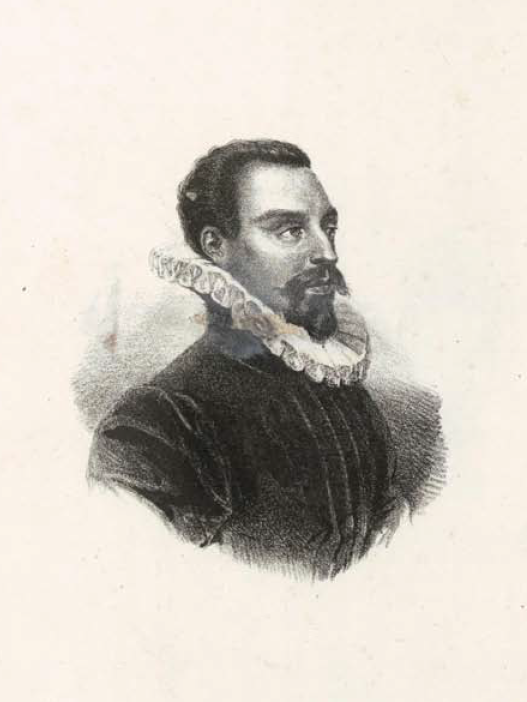
Leonardo de Alagona, principal enemigo de Nicolás, a quien derrotó decisivamente en la batalla de Macomer.

Su gobierno de la isla no vio ningún gran cambio en la isla, lo que resalta más aún el conflicto que tuvo con el noble Leonardo II Alagona, gran feudatario de la isla que pretendía el marquesado de Oristán y que devino en una rebelión que terminó con el encierro y posterior muerte del gran señor.
En el 1469 y tras el fallecimiento de su pariente, el conde de Quirra Jaime Carroz, por las heridas sufridas la noche de Navidad tras un incendio causado por una explosión de pólvora, su hija y heredera Violante II Carroz de Quirra de entonces trece años quedó bajo su tutelo, tras lo que concertó su matrimonio con su heredero Dalmacio y asumió el control de su patrimonio tras el matrimonio en el 1471. Tras esta acción fue acusado de aprovecharse de la joven.
Participó el 19 de mayo de 1478 en la batalla de Macomer junto a su hijo, venciendo y capturando a su enemigo Leonardo Alagona tras ser traicionado durante su huida, aunque pocos días después su hijo moriría tras una corta enfermedad la cual se especuló que había sido causada por un veneno de Eleonora Alagón y Arbórea quien era hija de Leonardo Alagona, tras estos rumores el virrey inició una investigación que no llegó a terminar debido a su muerte a inicios del 1479 siendo enterrado en la hoy desaparecida Iglesia de San Francisco trasmuros de Cagliari.

## Matrimonio y descendencia
Se casó en el 1452 con Brianda de Mur, sobrina del arzobispo de Zaragoza, Dalmau de Mur y Cervelló quien lo nombró heredero universal ya que ella era heredera de la baronía de Mur, la cual posteriormente pasó al linaje Carroz de Arbórea. Con ella tuvo a:
- Dalmacio Carroz de Arbórea y Mur, (c.a 1451- mayo 1478) durante las ausencias de su padre en los años 1472, 1474, 1476 fue lugarteniente del virrey y más tarde sería virrey de Cerdeña interino durante los últimos años de su padre.[7] Se casó en el 1471 con su pariente Violante Carroz de Centelles,[8] hija de Jaime Carroz, conde de Quirra y de su mujer Violante Sánchez de Centelles aunque falleció antes que su padre, tras regresar de la batalla de Macomer.
- Beatriz, (¿?-7 de octubre de 1479), quien sucedió a su hermano en los diversos títulos y como reclamante al condado de Quirra, estaba casada con Pedro Maza de Lizana quien había sucedido a su suegro en el puesto de virrey de Cerdeña desde el 1477 pero falleció el 7 de octubre de 1479. El matrimonio tuvo por hijos a Brianda, quien no se casó ya que parece ser que tenía discapacidad intelectual y al heredero, Pedro Maza de Lizana y Carróz, VI señor de Mandas, que se casó Ángela de Centelles de Urrea, hija de Francisco Gilabert de Centelles y de Beatriz de Urrea y Centelles, I condes de Oliva.[9]
- Estefanía, quien pasó a heredar la baronía de Oristán además del señorío de Posada en Cerdeña.